# Schuttquelle

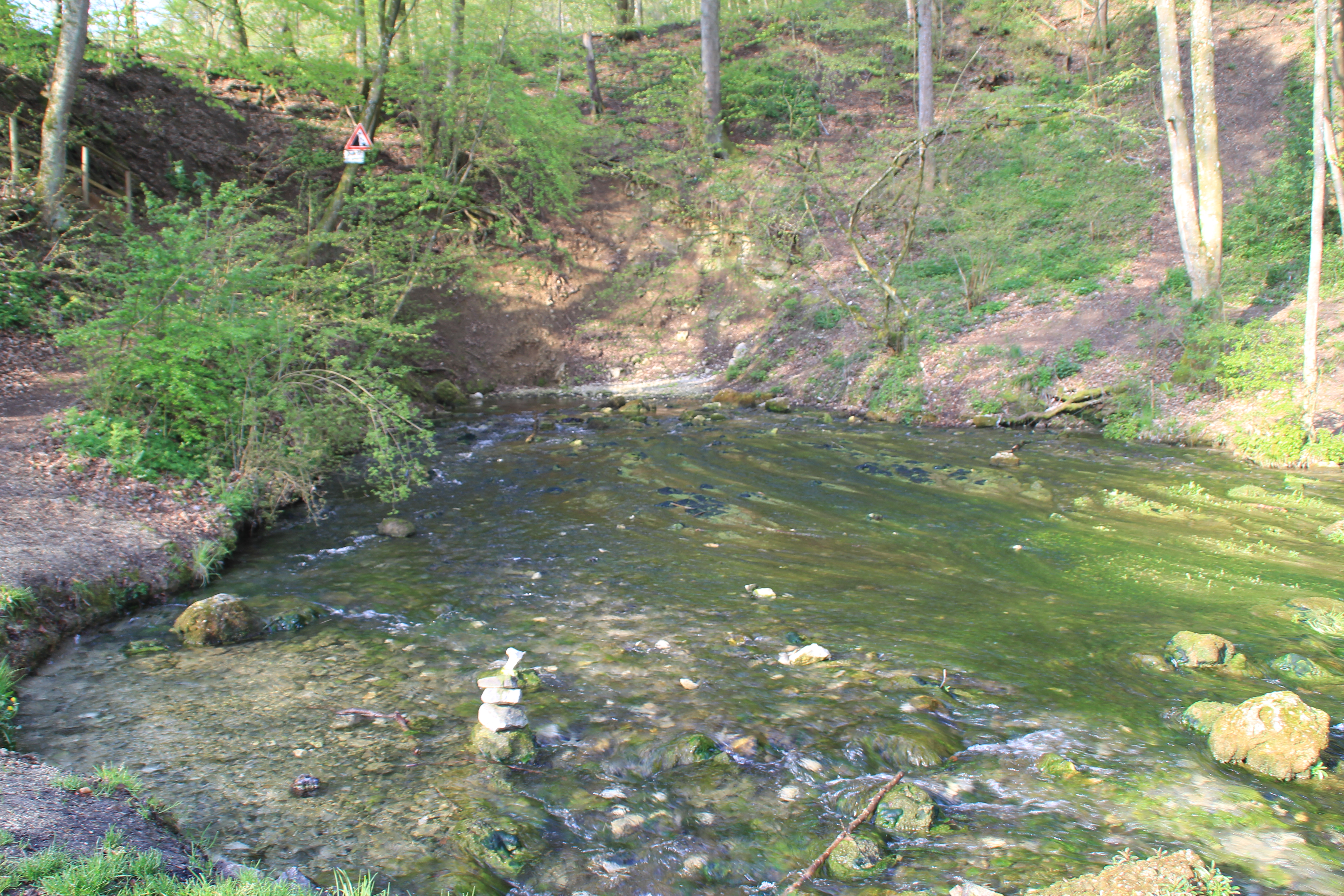
Der Kocherursprung entspringt dem Hangschutt

Als Schuttquelle oder Hangschuttquelle bezeichnet man den Wasseraustritt am Fuß eines Schuttkegels oder Schuttfächers.
Schuttkegel als Folge von Steinschlägen oder Felsstürzen finden sich meistens als Anhäufung von unverfestigtem, zerbrochenem Gestein am Fuß steiler Felswände und verdecken dann die eigentliche Quelle, die zwischen den verschiedenen Gesteinsschichten austritt. Das Wasser findet seinen Weg zwischen den Bruchstücken und tritt erst am Rand des Schutts zutage.
Die Lage der eigentlichen Quelle, meistens oberhalb des Schuttkegel-Fußes, lässt sich nur dann genau ermitteln, wenn der Schuttkegel abgetragen wird.